# Campaña Global Sobre Gastos Militares
La Campaña Global Sobre Gastos Militares (GCOMS) es una campaña permanente que fue creada en diciembre de 2014 por la Oficina Internacional por la Paz (IPB, por sus siglas en inglés) para abordar el problema mundial de los gastos militares excesivos.
El objetivo de la campaña es presionar a los gobiernos del mundo para que inviertan dinero en los sectores de la salud, la educación, el empleo y el cambio climático en lugar de en el militar. También pide una reasignación anual mínima del 10% de los presupuestos militares de todos los estados. Por último, aboga por la reducción de la producción de armas y el comercio internacional de armas.
La campaña organiza el Día Mundial de Reducción de Gastos Militares (GDAMS) para llamar la atención del público, los medios de comunicación y los políticos a los costos del gasto militar y la necesidad de invertir en nuevas prioridades.
La GCOMS se gestiona desde la oficina descentralizada del IPB en Barcelona, España, en coordinación con Centre Delàs d'Estudis de la Pau. Más de 100 organizaciones de 35 países se han unido a la campaña.

## Liderazgo
La campaña es liderada por un comité directivo internacional con presencia en todos los continentes el cual es coordinado desde la oficina descentralizada del IPB en Barcelona junto con Centre Delàs d'Estudis de la Pau.
| Nombre               | País                      | Organización                                                         | Posición                       |
| -------------------- | ------------------------- | -------------------------------------------------------------------- | ------------------------------ |
| Jordi Calvo          | Bandera de España         | Centre Delàs d'Estudis de la Pau / Oficina Internacional por la Paz  | Coordinador                    |
| Quique Sánchez       | Bandera de España         | Centre Delàs d'Estudis de la Pau / Oficina Internacional por la Paz  | Funcionario                    |
| Pere Brunet          | Bandera de España         | Centre Delàs d'Estudis de la Pau                                     | Voluntario                     |
| Chloé Meulewaeter    | Bandera de Bélgica        | Oficina Internacional por la Paz                                     | Voluntaria                     |
| Pere Ortega          | Bandera de España         | Centre Delàs d'Estudis de la Pau                                     | Consultor                      |
| Colin Archer         | Bandera del Reino Unido   | Ex-secretario general de la Oficina Internacional por la Paz         | Consultor                      |
| Arielle Denis        | Bandera de Francia        | Oficina Internacional por la Paz                                     | Consultora                     |
| Alex Harang          | Bandera de Noruega        | Norges Fredslag                                                      | Comité Directivo Internacional |
| Angelo Cardona       | Bandera de Colombia       | Oficina Internacional por la Paz                                     | Comité Directivo Internacional |
| Amela Skiljan        | Bandera de Alemania       | Oficina Internacional por la Paz                                     | Comité Directivo Internacional |
| Rika Watanabe        | Bandera de Japón          | Barco de la Paz                                                      | Comité Directivo Internacional |
| Rico Ishii Robertson | Bandera de Japón          | Barco de la Paz                                                      | Comité Directivo Internacional |
| Corazón Fabros       | Bandera de Filipinas      | Stop the War Coalition                                               | Comité Directivo Internacional |
| Cyrille Rolande      | Bandera de Camerún        | Noveaux Droits de l’Homme                                            | Comité Directivo Internacional |
| Dave Webb            | Bandera del Reino Unido   | Campaña para el Desarme Nuclear (CND)                                | Comité Directivo Internacional |
| Denis Doherty        | Bandera de Australia      | Independent and Peaceful Australia Network (IPAN)                    | Comité Directivo Internacional |
| Edwina Hughes        | Bandera de Nueva Zelanda  | Peace Movement Aotearoa                                              | Comité Directivo Internacional |
| Francesco Vignarca   | Bandera de Italia         | Rete Italiana per il Disarmo                                         | Comité Directivo Internacional |
| Joseph Gerson        | Bandera de Estados Unidos | American Friends Service Committee                                   | Comité Directivo Internacional |
| Luke Addison         | Bandera del Reino Unido   | Peace Jam                                                            | Comité Directivo Internacional |
| Moses Adedeji        | Bandera de Nigeria        | Trees on earth Nigeria                                               | Comité Directivo Internacional |
| Nathalie Gauchet     | Bandera de Francia        | Mouvement de la Paix                                                 | Comité Directivo Internacional |
| Panos Trigazis       | Bandera de Grecia         | Observatory of International Organizations and Globalization (PADOP) | Comité Directivo Internacional |
| Reiner Braun         | Bandera de Alemania       | Oficina Internacional por la Paz                                     | Comité Directivo Internacional |
| Sean Conner          | Bandera de Estados Unidos | Oficina Internacional por la Paz                                     | Comité Directivo Internacional |
| Theresa Kresse       | Bandera de Alemania       | Oficina Internacional por la Paz                                     | Comité Directivo Internacional |
| Tori Bateman         | Bandera de Estados Unidos | American Friends Service Committee                                   | Comité Directivo Internacional |
| Lee Youngah          | Bandera de Corea del Sur  | People's Solidarity for Participatory Democracy                      | Comité Directivo Internacional |